# 智福寺 (廃寺)
智福寺（ちふくじ）は、（筑前国）福岡城および城下町の建設とほぼ同時期（1600年代初頭）に、筑前国那珂郡福岡橋口に創建された浄土宗西山派（のち真言宗）の寺院。知福寺あるいは地福寺とも表記される。開基年、山号ならびに院号は不明。初期には空与が、次いで尊秀が住持を務めた。聖福寺とならぶ200石の寺領を得ていたこと、福岡藩での宗門改が初めて行われたことなどで知られる。

## 創建
慶長6年（1601年）頃から、福岡城の築城工事と並行して城下町の建設がすすめられたが、そのとき城下各所の要地には寺院が置かれた。智福寺もその一つであり、博多口の裏に創建されたものである。このとき住持空与は、完成したばかりの博多口の櫓に鐘を取り付けるよう藩主・黒田長政（くろだながまさ）から指示を受けている。

## 寺領
智福寺は慶長期の福岡藩で寺領を得ていた数少ない寺院の一つである。慶長7年（1602年）・慶長9年（1604年）においてその寺領は200石で、藩主黒田家の菩提寺である崇福寺の300石に次ぎ、古刹聖福寺（しょうふくじ）と並ぶ石高である。元和9年（1623年）の分限帳では108石（百八石）となっているが、これは智福寺の後身である吉祥院が元和7年に得た寺領180石（百八拾石）の誤りである可能性がある。。

## 空与守欣
播磨国明石出身の僧。「空与（空與）」は「空誉（空譽）」とも表記される。後藤基次（又兵衛年房）の叔父であるともいう。7歳（数え年、以下同）のとき、十輪寺（兵庫県高砂市）雁高上人のもとで剃髪、16歳の時に禅林寺（京都府京都市）で修行、20歳にして浄土宗の教旨・開祖の旧法などに広く通じ、儒学においても人より優れていた。25歳のとき帰郷。文芸のほか、武芸にも志があり、生まれながらに優れた素質を備えていたため、その上達が早かったという。天正15年（1587年）、黒田孝高が中津に移ったときはこれに従い、中津に合元寺を開基、文禄年中は孝高あるいは長政の軍旅に同行して朝鮮に渡った。黒田孝高側近の連歌好士であり、孝高・長政と連歌や茶事での同座も多い。
慶長5年（1600年）ごろ、如水・長政に従って福岡に移り、智福寺の住持となる。その後の事績について詳しいことは分からないが、「宗湛日記」を見ると、慶長7年（1602年）、慶長12年（1607年）、慶長15年（1610年）に神屋宗湛の茶会に同座し、後者の2回は黒田長政も席を共にしている。また、慶長14年に黒田職隆の法要を智福寺で執り行った際には、その画像に賛を入れたという。
慶長16年（1611年）8月6日入寂。入寂に至る経緯について諸説あるが、いずれも一次史料による確認がとれず、また矛盾点が多いため否定されている。「筑前国続風土記拾遺」によれば、弟子の舜道が開基した浄念寺に墓所および位牌・木像があり、位牌には「智福寺住空誉守欣大和尚」と記されていたという。なお元禄年中（1688年 – 1704年）、空与は浄念寺の鎮守として勧請され、「智福権現」として祀られている。

## 尊秀
もと天台宗で真言を兼ねた僧。豊前国文司城（もじ — ）主奴留湯（ぬるゆ）主水正の子。長門国赤間関阿弥陀寺の住持で、黒田長政が豊前中津城主であったときより愛遇していたが、あるとき阿弥陀寺を出て中津に移り、慶長5年ごろ、長政に従って福岡に移る。福岡城築城の時は地鎮の修法を勤め、その後福岡城本丸祈念櫓で長日の祈り（国家安全の祈念など）を命じられた。
その後、空与の跡をついで智福寺に住まい、智福寺を真言宗の寺として吉祥院と名付け、吉祥院を警固神社の北に移している。また一説には、慶長13年（1608年）まで常に福岡城祈念櫓で長日の祈りをしたのち、同年警固神社に宮司坊舎を建て、その住持となったという。
寛永2年（1625年）8月24日入寂。
尊秀は詩文に秀でていたため、長政から嫡男・黒田忠之や家臣の子弟の教育を任されるなどした。

## 宗門改
「1614年度イエズス会年報」によると、グレゴリオ暦の1614年3月12日（慶長19年2月2日）、智福寺において福岡藩最初の宗門改が行われた。町奉行宮崎織部の命により、福岡と呼ばれる地区の戸主である男子100名余りが呼び集められ、めいめいが立ち合いの重臣4人と町奉行の前に呼び出され、誓紙に自ら署名することで「ころび」のしるしとされた。署名をためらう者は、他の者が代わることが許されたが、うち2人は断固として棄教を拒否、藩側は棄教するよう説得を続けたが応じず、ついに処刑されたという。

## 廃寺
近世の初期に智福寺は廃寺となるが、その理由および年紀は定かでない。智福寺を吉祥院と改め、その後吉祥院を警固神社の北に移したのが慶長13年であるとする文献もあるが、他方で、慶長19年（1614年）に智福寺で宗門改が行われたという記録、さらには元和9年（1623年）において智福寺が寺領を与えられていたとする史料もある。

## 推定地

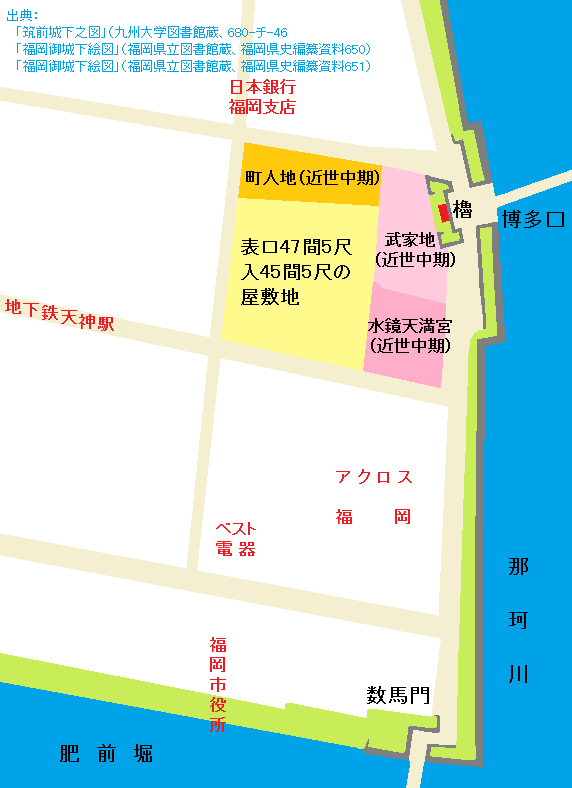
福岡城外郭東部

近世中期における水鏡天満宮（みずかがみ・すいきょう―）（表口25間、入25間）が智福寺の跡地とされるほか、さらにその西の侍屋敷地（表口47間5尺、入45間5尺）をも智福寺の跡地とする史料がある。